# Burro Peaks
Die Burro Peaks (in Chile Picos Orejas de Burro, englisch für Eselsohrenspitzen) sind 190 m hohe Zwillingsgipfel auf Dee Island in der English Strait im Archipel der Südlichen Shetlandinseln.
Teilnehmer der 17. Chilenischen Antarktisexpedition (1962–1963) gaben ihnen ihren deskriptiven Namen. Das UK Antarctic Place-Names Committee übertrug 1978 die Originalbenennung in verkürzter Form ins Englische.